# PZinz 303
Le PZinz 303 était le premier prototype polonais de véhicule tout-terrain jamais conçu et réalisé en Pologne en 1938. Le véhicule était destiné à servir de voiture de  commandement, de reconnaissance et de communication. Il devait également pouvoir être utilisé pour le transport de charges légères et comme tracteur d'artillerie.

## Histoire
Alors que la société d'Etat PZinz venait de signé un nouveau contrat de coopération avec le constructeur italien Fiat pour continuer à développer l'activité de l'usine Fiat Polski et des nouveaux modèles automobiles et industriels civils et militaires, une consigne fut donnée à la direction de PZinz de chercher à concevoir sans l'aide de Fiat, un modèle tout terrain, l'un des tout premiers véhicules de ce type au monde.
En 1938, les premières informations concernant ce nouveau véhicule filtrèrent. Le prototype avait été développé par un ingénieur de PZinz, George Werner. La base mécanique utilisée pour abaisser les coûts de production et réduire les études était la Fiat Polski 508 avec son moteur Fiat 118A. Ce fut une première en Pologne et l'un des rares véhicules dans le monde à disposer de quatre roues motrices (4x4). La puissance était transmise par l'intermédiaire d'un embrayage à disque sec et une boîte de vitesses à quatre rapports avant et marche arrière. Le véhicule était équipé d'un réducteur avec blocage des différentiels et d'un treuil à câble entraîné par le moteur.
Doté d'une direction sur les deux essieux lui conférant un rayon de braquage très court de 3,30 mètres seulement, elle disposait de suspensions indépendantes avec amortisseurs hydrauliques. Après avoir passé avec succès tous les tests et essais de rigueur, elle pouvait grimper des rampes de 47°, le véhicule a été validé et le comité central polonais a approuvé le démarrage de la production pour l'exercice 1939/1940.
Malheureusement, en août 1939, la Pologne est envahie par les troupes nazies allemandes , l'usine est détruite et le véhicule ne verra jamais le jour.
Plusieurs versions prototypes ont été construites :
- Torpedo ouverte,
- Camionnette avec une charge utile de 800 kg,
- Tracteur d'artillerie adapté pour le remorquage et le transport de canons et munitions.

## Caractéristiques techniques
- Moteur : PZinz 157 (Fiat 118A) 4 cylindres, 4 temps, refroidi par liquide - cylindrée 1.944 cm3. Taux de compression 6,1: 1 - 45 HP (33.1 kW) à 3600 tr/min,
- Dimensions pneumatiques Stomil : 7.00 x 18,
- Longueur : 4.340 mm, largeur : 1.800 mm, hauteur 2.275 mm, hauteur 1.450 mm, empattement : 2.600 mm, garde au sol : 250 mm,
- Poids total à vide : 2.050 kg,
- La vitesse maximale : 60 km/h,
- Consommation de carburant : 22 l/100 km.